# Pasteur-instituut (Nederlands-Indië)

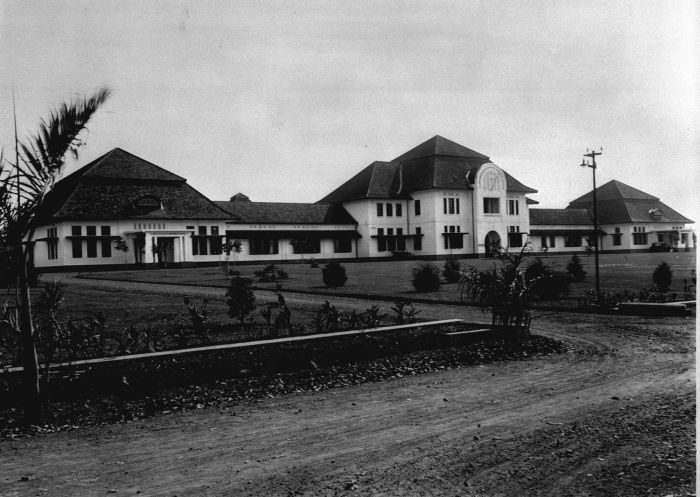
Instituut Pasteur in 1930, later onderkomen van staatsbedrijf Bio Farma

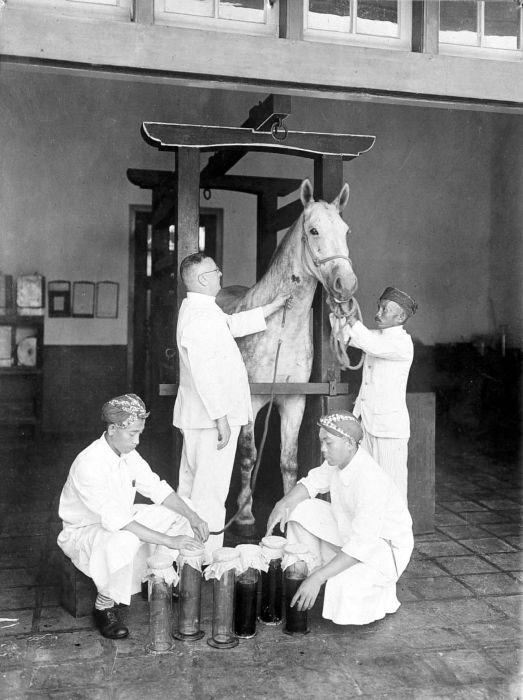
Een geïmuniseerd paard wordt bloed afgenomen ten behoeve van serumbereiding

Het Pasteur-instituut (Indonesisch: Institut Pasteur) was een instituut in Bandung in Nederlands-Indië, het was een van de vele Pasteur-instituten ter wereld.

## Geschiedenis
Het instituut werd in 1895 opgericht en gevestigd in Djakarta in de wijk Weltevreden. Op gezag van het departement van Oorlog verhuisde het omwille van defensiedoeleinden in 1923 naar Bandung en werd daar gevestigd aan de Djalan Pasteur.
Het instituut hield zich onder andere bezig met onderzoek naar- en de productie van pokkenvaccins, alsook een serum tegen hondsdolheid.
Tijdens de Japanse bezetting van Nederlands-Indië werd de wetenschappelijke bibliotheek van het Pasteur-instituut in beslag genomen door de bezetter.
Na de Tweede Wereldoorlog kreeg het instituut kankeronderzoek toegewezen nadat het Nederlands Indonesisch Kankerinstituut was opgeheven. In 1955 besloot de Indonesische regering het instituut te splitsen in een staatsbedrijf voor de productie en ontwikkeling van sera en vaccins, en een researchinstituut. Het kreeg de naam Perusahaan Negara Pasteur. Staatsbedrijf Bio Farma, de enige producent van vaccins in Indonesië, heeft anno 2020 het pand nog in gebruik.

## Huisvesting
Het onderkomen van het instituut is een ontwerp van architect Thedens van het gouvernementsbedrijf Burgerlijke openbare werken. Het werd in 1919 in gebruik genomen.

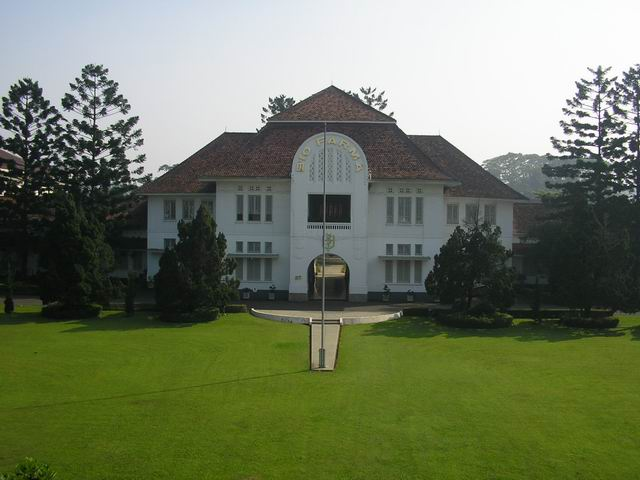
Het hoofdgebouw in 2005